# Micropsectra latifasciata
Micropsectra latifasciata е насекомо от разред Двукрили (Diptera), семейство Хирономидни (Chironomidae).